# Арелии
Арелиите (gens Arellia) са плебейска фамилия от Древен Рим.
Известни от фамилията:
- Арелий Фуск (или Аврелий Фуск), римски оратор, вероятно учител на Овидий и Плиний Стари
- Квинт Арелий Фуск, баща или син на горния.
- Арелий, художник малко преди управлението на Август.